# 阿特里雅
阿特里雅（天城文：आत्रेय，或译阿提耶）仙人，或阿特里雅·不奈婆修，仙人阿特里的后裔，健驮逻塔克西拉人。他是著名的阿育吠陀学者，他的弟子建立起了六个早期阿育吠陀学派。在约公元前六世纪，他撰写了《毗卢（Bhela）本集》，并被认为担任过健陀罗国王Nagnajit的私人内科医生。 阿特里雅创作了《遮罗迦本集》的原始文本，后该书由阿格尼维夏和遮罗迦先后编辑而成。瑟德拉纳·达斯古普塔认为，阿特里雅-遮罗迦学派的旧阿育吠陀可能源于现已灭绝的阿闼婆吠陀Caranavaidya分支。

## 对阿育吠陀学派的影响
根据遮罗迦的传统，有六个医学学派是由阿特里雅的门徒建立的，即阿格尼维夏、毗卢、Jatūkarna、波罗奢罗、Hārīta与Kshārapāni。六个门徒都创作了本集，在这六部本集中，阿格尼维夏写出的本集最受尊崇。
根据Tustomu Yamashita的研究，《毗卢本集》经常被之后的阿育吠陀作家和注疏家所引用。在坦贾武尔手稿（保存于坦贾武尔的Sarfoji大王图书馆）和仅存单页纸的东突厥斯坦手稿中（保存于柏林国立图书馆），保留了一些毗卢的手稿。
约公元前300年，遮罗迦根据《阿格尼维夏本集》，完成了阿育吠陀的经典基础著作《遮罗迦本集》，在大约在公元4世纪形成的鲍威尔写本中得以保存。